# Extranei
Extranei è il sesto album del cantautore Claudio Lolli pubblicato nel 1980.

## Descrizione
L'album segna il ritorno di Lolli alla EMI Italiana, dopo aver inciso per l'Ultima Spiaggia.
Come per il disco precedente, alla registrazione partecipano alcuni componenti il complesso di rock progressivo bolognese Orchestra Njervudarov, più il sassofonista Danilo Tomasetta, già collaboratore di Lolli su Ho visto anche degli zingari felici, e altri ospiti. Gli arrangiamenti sono curati da Tomasetta assieme a Bruno Mariani (tranne la canzone Il ponte, arrangiata da Roberto Costa). L'illustrazione in copertina è di Claudio Gloria.

## Tracce
Testi e musiche di Claudio Lolli.
Lato A
1. Come un dio americano – 4:58
2. I musicisti – 4:13
3. Double face – 4:17
4. Il muto – 4:49

Lato B
1. Der blaue engel – 5:05
2. La canzone del principe rospo – 4:50
3. Non aprire mai – 4:14
4. Il ponte – 4:43

## Formazione
- Claudio Lolli – voce
- Roberto Costa – basso, pianoforte, contrabbasso, ARP, sintetizzatore, organo Hammond
- Bruno Mariani – chitarra elettrica, chitarra a 12 corde, chitarra acustica, chitarra sintetica
- Adriano Pedini – batteria
- Guido Elmi – percussioni
- Piero Baldassarri – pianoforte
- Danilo Tomasetta – sax alto, sassofono tenore, ottavino, flauto
- Andy J. Forest – armonica
- Rino Clari – clarinetto